# Erco
Le ruisseau d'Erco (Ercu en langue corse) est un cours d'eau du département Haute-Corse de la région Corse et un affluent gauche du Golo.

## Géographie
D'une longueur de 11,2 kilomètres, le ruisseau d'Erco prend sa source sur la commune de Lozzi à l'altitude 2 401 mètres, à moins de 300 mètres au sud du Monte Cinto (2 706 m) et à moins d'un kilomètre du lac du Cinto (2 289 m) - dans la vallée hydrographique.
Il coule globalement du nord-ouest vers le sud-est.
Il conflue sur la commune de Corscia, à l'altitude 696 mètres.
Les cours d'eau voisins sont le Golo au sud à l'est et au nord l'Asco, un affluent du Golo.

### Communes et cantons traversés
Dans le seul département de la Haute-Corse, le ruisseau d'Erco traverse trois communes et un canton :
- dans le sens amont vers aval : Lozzi (source) Calacuccia, Corscia (confluence).

Soit en termes de cantons, le ruisseau d'Erco prend source et conflue dans le même canton de Niolu-Omessa.

### Bassin versant
La superficie du bassin versant « le Golo de sa source au ruisseau de Ruda » est de 176 km2.

### Organisme gestionnaire
L'organisme gestionnaire est le Comité de bassin de Corse, depuis la loi corse du 22 janvier 2002.

## Affluents
Le ruisseau d'Erco a neuf affluents référencés :
- le ruisseau de Monte Cinto (rg) 1,7 km, sur la seule commune de Lozzi.
- le ruisseau de Tileri (rg) 2 km, sur la seule commune de Lozzi prenant source sous la crête de Sellola, à côté de Punta Sellola (2 592 m).
- le ruisseau de Pulella (rg) 2,3 km, sur la seule commune de Lozzi.
- le ruisseau d'Alzi Mozzi (rg) 1,1 km, sur la seule commune de Lozzi.
- ----- le ruisseau de Travizzolu (rd) 2 km, sur la seule commune de Lozzi.
- le ruisseau de Cappiaghia (rg) 2,6 km, sur la seule commune de Lozzi venant du Capu a u Verdatu (2 583 m) et Capu Terra Corscia (2 079 m).
- ----- le ruisseau d'Osu (rd) 1,1 km, sur la seule commune de Lozzi.
- le ruisseau de Forcu Ario (rg) 2,8 km, sur la seule commune de Lozzi venant de la Punta di Grotta Rossa (1 816 m).
- le ruisseau de Forcioli (rg) 1,9 km, entre les deux communes de Lozzi et Corscia.

### Rang de Strahler
Le rang de Strahler est de deux.

## Hydrologie

### L'Erco à Calacuccia (Cuccia)
La station Y7006010 sur l'Erco à Calacuccia (Cuccia), active de 1979 à 1993 donne un module de 0,813 m3/s pour une superficie de bassin versant de 23 km2 à l'altitude 691 m soit la totalité de son bassin versant

### Étiage ou basses eaux
À l'étiage, c'est-à-dire aux basses eaux, le VCN3, ou débit minimal du cours d'eau enregistré pendant trois jours consécutifs sur un mois, en cas de quinquennale sèche s'établit à 0,010 m3/s ou 10 l/s.

### Crues
D'autre part, les crues observés sont telles la QIX 10 est à 31 m3/s pour un QJX 10 de 12 m3/s et les maximums connus et enregistrés sont de 63 m3/s en débit instantané maximal le 1er décembre 1979, et le 20 octobre 1992 la crue eut une hauteur maximale instantanée de 321 cm et un débit journalier maximal de 28,5 m3/s.

### Lame d'eau et débit spécifique
La lame d'eau écoulée dans cette partie du bassin versant de la rivière est de 1 117 millimètres annuellement, ce qui est plus de trois fois supérieur à la moyenne en France, à 300 mm/an. Le débit spécifique (Qsp) atteint 35,4 litres par seconde et par kilomètre carré de bassin.

## Aménagements et écologie
Il existe trois ponts sur le ruisseau d'Erco,
- un pont routier à 716 m d'altitude, « à cheval » sur Calacuccia et Corscia, celui de la route D84 reliant la RN 193 à la D81 et traversant le Niolo.
- le ponte di Santa Lucia (914 m)
- le ponte Ercu (875 m).

ces deux derniers sont d'anciens ponts (génois ?) utilisés autrefois pour la transhumance par les bergers niolins.